# Horváth Sándor (evangélikus lelkész)
Horváth Sándor (Nemesládony, 1837. január 9. – Budapest, 1917. február 7.) ágostai evangélikus lelkész.

## Élete
Kisbirtokos szülők gyermeke. Iskoláit Sopronban, a teológiát a pesti protestáns teológiai intézetben, végül Halléban végezvén, 1861-ben lelkésszé avatták fel. Ezután Nagygeresden néhai Trsztyenszky Gyula esperes és híres szónok mellett, utóbb Dömölkön a hírneves Edvi Illés Pálnál káplánkodott és 1863-ban a vései (Somogy megye) gyülekezetbe rendes lelkésznek választatott. Egyházmegyéje által csakhamar egy iskolai kör felügyelőjévé s jegyzőjévé választatott, a dunántúli ágostai hitvallású egyházkerület pedig tiszteletbeli jegyzőjévé emelte. 
Az 1869-72. és az 1872-75. évi országgyűlésen a marcali kerületet képviselte, szabadelvű demokrata programmal. 1877-től Kővágóörsön lelkészkedett és 1884-ben a zalai egyházmegye esperesének választotta. 1888. virágvasárnapjától a budapesti ágostai evangélikus egyház lelkésze volt.
Álneve: Ládonyi Sándor a Napkeletben és Nefelejtsben (1859 körül).
Eredeti és fordított költeményei 1858-66. között a Napkeletben, a Nefelejtsben, a Hölgyfutárban (1860., 1862-63. Goethe, Hemans Felicia, Landon L. E. költeményei), a Lelki kincstárban és a Protestáns Naptárban jelentek meg; munkatársa volt a Margócsy, Hazafias elmélkedések c. kötetének.

## Munkái
- Sion őröme. Győr, 1866 (alkalmi költemény)
- Üdv az evangyélioni gyámintézetnek. Miskolcz, 1880 (egyházi beszéd)
- Ki láthatja meg Isten országát? Egyházi beszéd, melyet 1886. jan. 31. Bogláron mondott. Bpest, 1886
- Egyházi beszéd. A bányai ág. hitv. evang. egyházkerület aszódi leánynevelő-intézetének megnyitó ünnepén 1891. szept. 8. Bpest, 1891 (Sárkány Sámuelnek oltári imádságával együtt)